# Roșiori, Satu Mare
Roșiori este un sat în comuna Valea Vinului din județul Satu Mare, Transilvania, România. Este situat pe DJ193.

## Rezidenți renumiți
Simona Păucă, fosta campioană olimpică de gimnastică a României de la Jocurile Olimpice din Los Angeles, din 1984, este stabilită în localitate, unde locuiește cu soțul său și cele două fete ale lor. 